# Coppa Italia 2006-2007 (rugby a 15)
La Coppa Italia 2006-07 fu la 19ª edizione della Coppa Italia di rugby a 15. Per esigenze di sponsorizzazione fu nota come AAMS Coppa Italia 2007 dopo l'accordo commerciale tra Lega Italiana Rugby d'Eccellenza, organizzatrice del torneo, e l'Amministrazione autonoma dei monopoli di Stato.
Benché formalmente ascritta alla stagione sportiva 2006-07 si tenne interamente nei mesi di febbraio e marzo del 2007, durante il Sei Nazioni; come da regolamento, infatti, alle squadre partecipanti non era permesso schierare i giocatori convocati in Nazionale maggiore e Under-21, quindi l'attività internazionale non pregiudicò lo svolgimento della competizione di club. Le stesse partite non furono giocate in concomitanza con un incontro ufficiale della Nazionale maggiore.
Al fine di favorire la diffusione ed il radicamento sul territorio, i club poterono disputare le partite di Coppa Italia anche in sedi diverse da quelle di campionato, purché i terreni ottemperino alle norme di omologazione previste dalla FIR.
Ad aggiudicarsi la coppa fu il Viadana, alla sua terza affermazione nel torneo, che superò in finale il Calvisano per 16 a 9.

## Formula
I club del Super 10 furono ripartiti in due gironi all'italiana da cinque squadre ciascuno, considerando la classifica finale della stagione regolare 2005-06 come criterio di suddivisione.
Al termine della prima fase, da disputarsi tra il 2 febbraio e il 4 marzo con partite di sola andata, le prime due classificate di ogni girone si sarebbero affrontate nelle semifinali play-off in gara unica nel fine settimana compreso tra il 9 e l'11 marzo. Ad ospitare la finale del 18 marzo fu destinato per la quarta volta consecutiva lo stadio Armando Picchi di Jesolo.

## Squadre partecipanti
| Girone A           | Girone B          |
| ------------------ | ----------------- |
| Amatori Catania    | Calvisano         |
| Benetton (Treviso) | L’Aquila          |
| Capitolina (Roma)  | Parma             |
| GRAN Parma         | Petrarca (Padova) |
| Viadana            | Rovigo            |

## Fase a gironi

### Girone A
| Data             | Incontro                     | Risultato | Sede    |
| ---------------- | ---------------------------- | --------- | ------- |
| 2 febbraio 2007  | Amatori Catania — Capitolina | 21-31     | Catania |
| 4 febbraio 2007  | GRAN Parma — Viadana         | 14-31     | Noceto  |
| 11 febbraio 2007 | Capitolina — Benetton        | 31-14     | Viterbo |
| 11 febbraio 2007 | Viadana — Amatori Catania    | 9-12      | Viadana |
| 18 febbraio 2007 | GRAN Parma — Capitolina      | 40-13     | Noceto  |
| 18 febbraio 2007 | Benetton — Amatori Catania   | 48-5      | Paese   |
| 25 febbraio 2007 | Viadana — Benetton           | 26-13     | Viadana |
| 25 febbraio 2007 | Amatori Catania — GRAN Parma | 29-26     | Ragusa  |
| 3 marzo 2007     | Capitolina — Viadana         | 17-42     | Rieti   |
| 4 marzo 2007     | Benetton — GRAN Parma        | 41-20     | Treviso |

#### Classifica
|  |    | Squadra         | G | V | N | P | PF  | PS  | P±  | B | Pt |
|  | -- | --------------- | - | - | - | - | --- | --- | --- | - | -- |
|  | 1. | Viadana         | 4 | 3 | 0 | 1 | 108 | 56  | 52  | 3 | 15 |
|  | 2. | Capitolina      | 4 | 2 | 0 | 2 | 92  | 117 | −25 | 2 | 10 |
|  | 3. | Benetton        | 4 | 2 | 0 | 2 | 116 | 82  | 34  | 2 | 10 |
|  | 4. | Amatori Catania | 4 | 2 | 0 | 2 | 67  | 114 | −47 | 1 | 9  |
|  | 5. | GRAN Parma      | 4 | 1 | 0 | 3 | 100 | 114 | −14 | 3 | 7  |

### Girone B
| Data             | Incontro             | Risultato | Sede      |
| ---------------- | -------------------- | --------- | --------- |
| 4 febbraio 2007  | Rovigo — L'Aquila    | 25-18     | Rovigo    |
| 4 febbraio 2007  | Calvisano — Petrarca | 31-17     | Calvisano |
| 11 febbraio 2007 | Parma — Rovigo       | 27-7      | Parma     |
| 11 febbraio 2007 | L'Aquila — Calvisano | 25-40     | L'Aquila  |
| 17 febbraio 2007 | Calvisano — Rovigo   | 35-9      | Calvisano |
| 18 febbraio 2007 | Petrarca — Parma     | 18-37     | Padova    |
| 25 febbraio 2007 | Rovigo — Petrarca    | 3-32      | Rovigo    |
| 25 febbraio 2007 | L'Aquila — Parma     | 21-34     | L'Aquila  |
| 3 marzo 2007     | Parma — Calvisano    | 28-30     | Parma     |
| 4 marzo 2007     | Petrarca — L'Aquila  | 59-22     | Padova    |

#### Classifica
|  |    | Squadra   | G | V | N | P | PF  | PS  | P±  | B | Pt |
|  | -- | --------- | - | - | - | - | --- | --- | --- | - | -- |
|  | 1. | Calvisano | 4 | 4 | 0 | 0 | 136 | 79  | 57  | 3 | 19 |
|  | 2. | Parma     | 4 | 3 | 0 | 1 | 126 | 76  | 50  | 4 | 16 |
|  | 3. | Petrarca  | 4 | 2 | 0 | 2 | 126 | 93  | 33  | 2 | 10 |
|  | 4. | Rovigo    | 4 | 1 | 0 | 3 | 44  | 112 | −68 | 1 | 5  |
|  | 5. | L’Aquila  | 4 | 0 | 0 | 4 | 86  | 158 | −72 | 1 | 1  |

## Play-off
|  | Semifinali | Semifinali | Semifinali |           |         | Finale  | Finale | Finale |  |
|  |            |            |            |           |         |         |        |        |  |
|  | 1A         | Viadana    | 13         |           |         |         |        |        |  |
|  | 1A         | Viadana    | 13         |           |         |         |        |        |  |
|  | 2B         | Parma      | 9          |           |         |         |        |        |  |
|  | 2B         | Parma      | 9          |           | Viadana | Viadana | 16     |        |  |
|  |            |            |            |           | Viadana | Viadana | 16     |        |  |
|  |            |            | Calvisano  | Calvisano | 9       |         |        |        |  |
|  | 1B         | Calvisano  | Calvisano  | Calvisano | 9       | 30      |        |        |  |
|  | 1B         | Calvisano  |            |           |         |         |        |        |  |
|  | 2A         | Capitolina | 16         |           |         |         |        |        |  |

### Semifinali
| Arbitro: | Claudio Passacantando (L'Aquila) |

|                 |      |                      |
| Accorsi 62’     | mt   |                      |
| Howarth 62’     | tr   |                      |
| Howarth 9’, 72’ | c.p. | 12’, 40+2’ A. Canale |
|                 | drop | 51’ A. Canale        |

| Arbitro: | Alan Falzone (Padova) |

|                                |      |                       |
| Spragg 11’, 61’ A. Persico 57’ | mt   | 73’ Battisti          |
| Gallinetti 11’, 57’, 61’       | tr   | 73’ Raineri           |
| Gallinetti 21’, 47’, 51’       | c.p. | 19’, 37’, 53’ Raineri |

### Finale
| Arbitro: | Paolo Ventura (Roma) |

| |              | |
| Birchall 40+1’ | mt           | |
| Howarth 40+1’ | tr           | |
| Howarth 49’, 58’, 80+2’ | c.p.         | 5’, 20’, 23’ Gallinetti |
| · 73’ Reid · 24’ Pedersen · Harvey · Pace · 40’ Mariani · Howarth · McGrath · Agüero · 57’ Moretti (c) · 26’-36’ Fernández Rouyet · Bezzi · 49’ Geldenhuys · Birchall · López · Erasmus | Formazioni   | · Cagnoni 73’ · Vodo · Mafi · Downey · Spragg · Gallinetti · Patelli · Vigne Donati 60’ · Intoppa · Cittadini 74’ · Ngauamo · Gissing · Dal Maso 56’ · A. Persico · Purll |
| · 57’ Ferraro · 49’ Talotti · 40’ Bortolussi · 24’ Spadaro · 73’ Pilat | Sostituzioni | · Bocca 60’ · Moore 74’ · Cattina 56’ · Pastormerlo 73’ |
| Jim Love | Allenatori   | Marc Delpoux |